# Očkování taveniny
Očkování taveniny je proces, při kterém se do taveniny, před samotným litím, přidávají vhodné prvky (očkovadla) stejného nebo podobného chemického složení za cílem zvýšení počtu krystalografických zárodků. Díky vyššímu počtu zárodků dochází ke zjemnění zrnité struktury. Tyto očkovací přísady jsou zpravidla jemnozrnné. Cílem je podpořit nebo vytvořit krystalizační zárodky v tavenině a tím vlastně ovlivnit její krystalizaci. Očkování je poměrně často využívaným procesem ve slévárnách. Díky zjemnění zrna dosahujeme lepších mechanických vlastností materiálu jako např. zvýšení tvrdosti nebo pevnosti. Dochází také ke snížení pórovitosti, zvýšení těsnosti, snížení pravděpodobnosti vzniku trhlin. Zlepší se také obrobitelnost.
Velký vliv na velikost zrna neboli na výslednou strukturu odlitku má v první řadě rychlost ochlazování, očkování je až na druhém místě. S rychlostí ochlazování souvisí materiál formy. Při použití pískových forem dochází k podstatně menšímu odvodu, tepla. Vzhledem k tomuto jevu, dojde k aktivaci jen těch nejvhodnějších zárodků, což je, u neočkovaných slitin, kde je těchto zárodků minimum, problém. Při použití forem kovových, dochází k většímu odvodu tepla – rychlejšímu chlazení, dojde k aktivaci více zárodků. Z každého zárodku poté začne růst zrno. Čím více máme těchto zárodků, tím více máme zrn a tím dojde k samotnému zjemnění struktury.

## Očkování slitin Al-Si

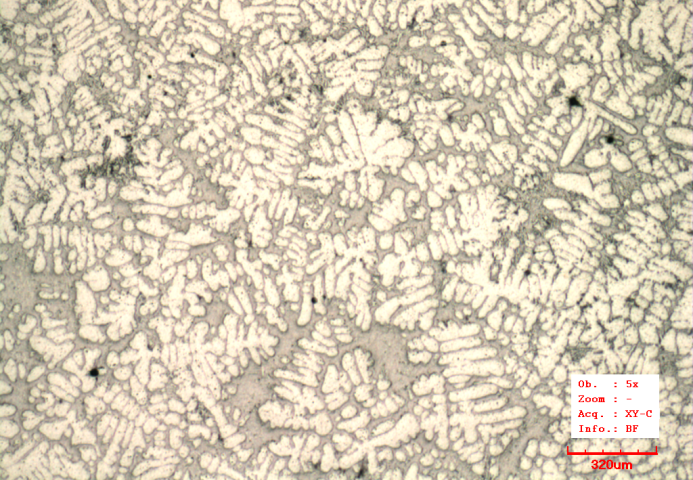
Struktura slitiny AlSiMg0,3.

V současnosti jsou slitiny Al-Si hojně využívány v automobilovém, ale i leteckém průmyslu. Zejména díky jejich dobrému poměru pevnosti, hmotnosti a vynikajícím charakteristikám odlitků. Díky očkování můžeme dosáhnout řádově stejných, ale někdy i vyšších hodnot mechanických vlastností než u některých ocelí. Nejčastěji očkujeme podeutektické slitiny Al-Si (obsahují 7-11% křemíku) pomocí titanu společně s bórem. Samotný titan není příliš účinný. Nejvíce využívané je očkování pomocí tzv. předslitin, konkrétně AlTi5B1, dále můžeme očkovat ve formě solí nebo tablet.
Titan začne reagovat s hliníkem a vznikne intermetalická fáze TiAl3. Protože má tato fáze kubicky plošně centrovanou mřížku, je vhodná jako ideální nukleační zárodek. Tato fáze reaguje s taveninou hliníku při peritektické reakci na teplotě 665 °C. Kolem částic TiAl3 se začne tvořit obálka tuhého roztoku α(Al) a na ní pak následně začínají růst dendrity Al. Částice TiAl3 jsou velké až 100 μm.
Na obrázku níže lze vidět strukturu u odlitku ze slitiny AlSi7Mg0,3 očkované pomocí 0,05 hm. % Ti.

## Očkování tvárné litiny
Počet a kvalita krystalizačních zárodků je vedle metalurgické kvality, chemického složení a licí teploty jedním z nejdůležitějších faktorů při výrobě tvárné litiny. Po modifikaci hořčíkem je počet a kvalita krystalizačních zárodků nedostačující. Kvalita odlitků je proto závislá na správně provedeném očkování taveniny.
Cílem očkování je vytvoření krystalizačních zárodků pro grafitické vyloučení uhlíku a aktivování tzv. substrátů v tavenině. K dosažení tohoto cíle je nutné, aby tavenina obsahovala určitá malá množství kyslíku, síry, hliníku a křemíku. Ty musí být přítomny jako aktivní prvky, tj. musí být schopny vzájemné reakce. To není možné, pokud jsou přítomny v chemicky vázaném stavu nebo koagulované jako struska.
Stopové nebo také subverzivní prvky, které nepříznivě ovlivňují nebo dokonce znemožňují vytvoření kuličkového grafitu (olovo, arsen, antimon, titan, síra a další) jsou očkováním neutralizovány nebo je jejich vliv redukován. K tomuto účelu obsahují očkovadla kovy ze skupiny vzácných nebo alkalických zemin jako baryum, cer, stroncium, yttrium, atd. Nosnou slitinou očkovadel je zpravidla ferosilicium. Na trhu jsou nabízena mnohá očkovadla na bázi ferosilicia buď ve formě slitin nebo směsí velmi jemných frakcí různých slitin.
Očkováním vzniklé krystalizační zárodky jsou jen poměrně krátce aktivní. Krystalizační zárodky se jednak rozpouštějí působením difuze v tavenině nebo reagují s kyslíkem a sírou a koagulují jako nekovové vměstky – struska. Tento efekt je nazýván odeznění. Proto je také očkování prováděno krátce před odléváním taveniny. Očkovadla jsou přidávána do licí pánve, do licího proudu nebo umístěna ve formě.

## Odeznívání očkovacího efektu
Očkováním vzniklé krystalizační zárodky jsou jen poměrně krátce aktivní. Krystalizační zárodky se jednak rozpouštějí působením difuze v tavenině nebo reagují s kyslíkem a sírou a koagulují jako nekovové vměstky – struska. Tento efekt je nazýván odeznění. Proto je také očkování prováděno krátce před odléváním taveniny. Očkovadla jsou přidávána do licí pánve, do licího proudu nebo umístěna ve formě.